# Lisboa Para Pessoas
Lisboa Para Pessoas é uma revista digital sobre mobilidade e sustentabilidade em Lisboa. Fundada em 2020 por Mário Rui André, um dos criadores do Shifter, o Lisboa Para Pessoas foi lançado só em fevereiro de 2021 com mais de 180 artigos publicados sobre a cidade de Lisboa.

## Descrição
O Lisboa Para Pessoas surge numa altura em que a cidade está a mudar, dando mais espaço aos peões, à bicicleta e investindo de novo no transporte público. O projecto jornalístico pretende acompanhar e explicar esta mudança, ao mesmo tempo que agrega informação útil para quem queira andar a pé, de bicicleta ou de transportes na cidade. O Lisboa Para Pessoas pretende fazer um jornalismo participativo, oferecendo "informação e ferramentas para decisões mais ponderadas e conscientes" e que ajudem no debate público sobre o futuro da cidade. O projecto, através dos seus conteúdos, vai tratar os problemas da cidade, mas apresentar soluções e "a sua proposta de valor – uma Lisboa Para Pessoas".

## História
O Lisboa Para Pessoas foi para o ar no mesmo mês foi estabelecido a Mensagem de Lisboa, uma revista local dirigida pelos jornalistas Catarina Carvalho e Ferreira Fernandes. Os dois projectos jornalísticos vêm colmatar uma lacuna há muito verificada no jornalismo regional em Lisboa. Apesar de a capital portuguesa beneficiar de uma atenção mediática como nenhuma outra cidade nos meios tradicionais, Lisboa deixou de ter um órgão de comunicação social regional desde que O Corvo fechou a sua edição em 2018.
O Lisboa para Pessoas tem, neste momento, três tipos de fontes de receita: contribuições mensais ou únicas dos leitores, as vendas da loja com merchandising da revista e a publicidade digital. O projecto apresenta-se como independente e sem fins lucrativos, quer ser colaborativo e convergente, "interligando utilizadores do espaço público, instituições políticas, movimentos e associações, negócios e autoridades".
O projecto Lisboa Para Pessoas esteve para se chamar Ciclovida e ser focado exclusivamente na bicicleta com uma abordagem nacional em vez de local. No entanto, Mário Rui André decidiu reorganizar o âmbito do projecto no contexto da pandemia de Covid-19, que levou a um aumento do interesse pela bicicleta em várias cidades mundiais e em Lisboa em particular.